# Cene (osebno ime)
Cene je moško osebno ime.

## Izvor imena
Ime Cene je različica imena Vincenc

## Pogostost imena
Po podatkih Statističnega urada Republike Slovenije je bilo na dan 31. decembra 2007 v Sloveniji število moškihoseb z imenom Cene: 64. Med vsemi moškimi imeni pa je ime Cene po pogostosti uporabe uvrščeno na 727. mesto.

## Osebni praznik
V koledarju je ime Cene uvrščeno k imenu Vincenc.